# Mailing list
La mailing list, in italiano lista di distribuzione o elenco dei destinatari, è un servizio/strumento offribile da una rete di computer verso vari utenti e costituito da un sistema organizzato per la partecipazione di più persone a una discussione asincrona o per la distribuzione di informazioni utili agli interessati/iscritti attraverso l'invio di email a una lista di indirizzi di posta elettronica di utenti iscritti.
Rappresenta un metodo di comunicazione, tipicamente gestito da aziende, associazioni, organizzazioni o persone singole, in cui un messaggio e-mail inviato a un sistema server viene inoltrato automaticamente in multicast alla lista di destinatari interessati: solitamente infatti gli utenti condividono un interesse o uno scopo, e quando ci sono novità, il gestore invia mail a tutta la lista per far nascere discussioni, commenti o condividere informazioni utili. Rappresenta, almeno al primo messaggio inviato dal gestore, un tipo di comunicazione “uno a molti” e con un grado di co-presenza inferiore a quello delle chat.
Il termine si trova indifferentemente nelle due forme, con o senza il trattino di separazione.

## Funzionamento
Per inviare un messaggio a tutti gli iscritti, è normalmente sufficiente inviarlo ad uno speciale indirizzo elettronico che racchiude una lista, e il servizio provvede a diffonderlo a tutti i membri di quella lista. In questo modo, non è necessario conoscere gli indirizzi di tutti i membri per poter scrivere loro.
L'iscrizione e la rimozione di un indirizzo dalla lista può essere effettuata manualmente dall'amministratore, o direttamente dai membri tramite procedure automatiche, via web o via posta elettronica.
Una mailing list può avere un archivio dei messaggi accessibile via web.

### Configurazione
Molti servizi di mailing list offrono numerose possibilità di configurazione.
L'amministratore della mailing list è la persona (o il gruppo di persone) che è responsabile delle scelte di configurazione. Per alcune liste esiste anche la figura del moderatore, che è la persona (o il gruppo di persone) che è responsabile di decidere quali messaggi debbano essere inoltrati e quali no. In molti casi le due figure coincidono, ma non è necessariamente così.
Tra le opzioni principali offerte dai vari servizi di mailing list, si possono citare le seguenti:

#### Iscrizione
L'iscrizione alla lista può essere libera (una lista pubblica e aperta a tutti e a cui ci si può iscrivere senza verifiche), controllata dal moderatore (l'utente chiede di essere iscritto, il moderatore valuta la richiesta), o bloccata (solo il moderatore può iscrivere nuovi membri). Inoltre normalmente una richiesta di iscrizione deve essere verificata per essere sicuri che sia autentica. Per fare questo, si invia all'indirizzo di posta di cui è stata richiesta l'iscrizione un messaggio con un codice casuale, che deve essere re-inviato al mittente per confermare la volontà di essere iscritti alla lista. In questo modo ci si assicura che il legittimo proprietario della casella di e-mail desideri davvero essere iscritto.
La rimozione di un indirizzo da una mailing list è normalmente libera e automatica.

#### Invio dei messaggi
Questa opzione serve a determinare chi può inviare messaggi alla lista. Ci sono liste totalmente aperte, in cui chiunque può inviare un messaggio, altre in cui l'invio dei messaggi è riservato agli iscritti, oppure ci sono liste moderate, in cui tutti i messaggi devono essere valutati da un moderatore e altre in cui solo alcuni possono inviare messaggi, e non è possibile alcuna discussione (dette più propriamente newsletter).

#### Caratteristiche dei messaggi
In molti sistemi di mailing list è possibile configurare filtri che bloccano i messaggi che non rispettano determinate caratteristiche: per dimensione (scarta o blocca i messaggi che superano una certa dimensione), per numero di destinatari (scarta o blocca i messaggi che hanno molti destinatari, per evitare la diffusione di indirizzi e-mail privati).
Inoltre è possibile modificare i messaggi agendo sugli allegati, ad esempio cancellando tutti gli allegati, o solo quelli di alcuni tipi MIME.

#### Archivio
Se il servizio comprende l'archiviazione automatica dei messaggi, si può decidere se l'archivio sia pubblico, accessibile solo ai membri o riservato all'amministratore.

#### Lista degli iscritti
Si può decidere se l'elenco degli iscritti alla lista debba essere pubblico (cosa che viene fatta raramente, per ragioni di privacy), accessibile solo ai membri o riservato all'amministratore.

#### Possibilità di disiscrizione
Gli utenti possono disiscriversi dalle comunicazioni della mailing list in qualsiasi momento, solitamente tramite l'utilizzo di un link sottostante alle comunicazioni.

### Modalità digest
Normalmente i messaggi inviati alla lista vengono inviati immediatamente a tutti i membri. Alcuni membri possono però decidere di ricevere invece più messaggi tutti insieme. Questa è detta modalità digest. Il digest è un messaggio e-mail che contiene un insieme di messaggi alla lista, e può essere realizzato con MIME o semplicemente copiando il testo dei vari messaggi, e viene creato quando si verificano determinate condizioni, ad esempio sul numero di messaggi da inviare o sul tempo da cui questi sono fermi.

## Regole di comportamento
Ogni mailing list è sottoposta a particolari regole di o da comportamento (vedi netiquette) a cui gli iscritti devono attenersi. Generalmente i messaggi devono obbligatoriamente trattare di un particolare argomento, per generico che possa essere. Molte mailing list sono moderate; in questo caso i messaggi inviati dagli iscritti vengono controllati da un moderatore prima di venire ritrasmessi agli altri iscritti.

## Esempi di servizi newsletter

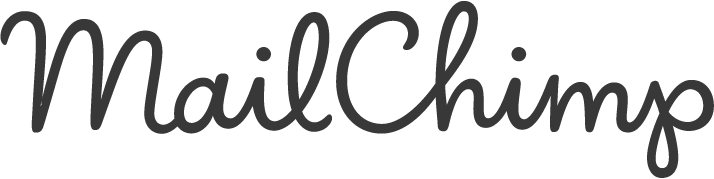
MailChimp
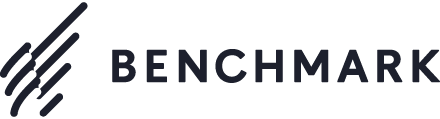
Benchmark
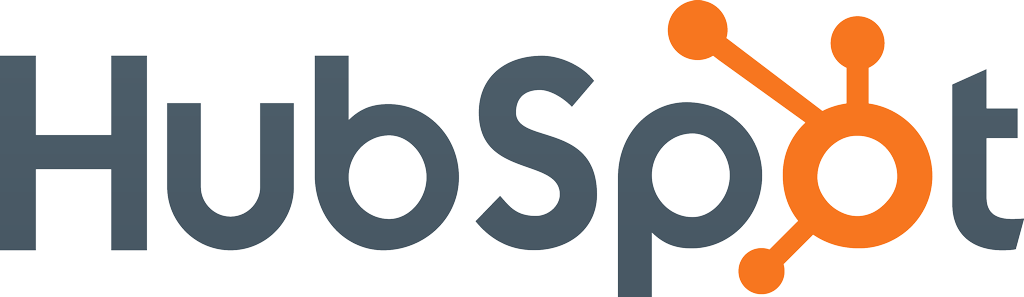
HubSpot